# Uhrichsville
Uhrichsville – miasto w Stanach Zjednoczonych, we wschodniej części stanu Ohio. Liczba mieszkańców w 2000 roku wynosiła 5652.